# 李尚 (陇西成纪令)
李尚（？—？），西汉政治人物，曾任隴西成紀令。

## 家族
據《新唐書·宗室世系表》的說法，父李伯考，西漢初年隴西、河東二郡太守；子李廣。

## 轶事
西漢有三位李尚見於史書，一個是李廣之父，曾任隴西成紀令。一位參與了《淮南子》的編纂，是淮南王劉安門下的「淮南八公」之一。這两位李尚所處的年代相近，無法確定是两個人還是一個人。還有一位李尚在漢成帝時（前51年－前7年）曾任南郡太守。